# Монте Аман (Торино)
Монте Аман је насеље у Италији у округу Торино, региону Пијемонт.
Према процени из 2011. у насељу је живело 23 становника. Насеље се налази на надморској висини од 589 м.